# Life Begins Again
Life Begins Again es el disco debut de Jimmy Chamberlin Complex, proyecto como solista del baterista estadounidense, Jimmy Chamberlin. Fue lanzado el 25 de enero de 2005. Posee colaboraciones de Billy Medley y Billy Corgan. Todas las letras fueron compuestas por Chamberlin.

## Lista de canciones
1. Streetcrawler
2. Life Begins Again
3. PSA
4. Loki Cat
5. Cranes Of Prey
6. Love Is Real
7. Owed To Darryl
8. Newerwaves
9. Time Shift
10. Lullabye
11. Loki Cat (Reprise)

- Datos: Q3279814